# Miguel Sousa Tavares
Pour les articles homonymes, voir Sousa et Tavares.
 (novembre 2017).
Si vous disposez d'ouvrages ou d'articles de référence ou si vous connaissez des sites web de qualité traitant du thème abordé ici, merci de compléter l'article en donnant les références utiles à sa vérifiabilité et en les liant à la section « Notes et références ».
Miguel Sousa Tavares, né à Porto le 25 juin 1952. Avocat, journaliste, chroniqueur politique portugais.

Il est également l'auteur de plusieurs documents.

## Biographie

### Études
Avocat

### Vie privée
Fils de Sophia de Mello Breyner Andresen et de Francisco Sousa Tavares.

### Vie publique
Écrivain, journaliste, il est actuellement chroniqueur au journal Expresso (hebdomadaire) et avec la station de télévision TVI (Portugal).

## Prix
- Prix national (Portugal) du reportage pour un film de 52 minutes sur l'histoire de la colonisation de l'Amazonie
- Prix du festival de cinéma et de télévision de Rio de Janeiro